# Конституційний процес в Україні
Конституці́йний процес в Україні — це послідовний, історично обумовлений процес формування українського конституціоналізму, що становить собою триваючу конституційну реформу.

## До здобуття незалежності
Історичні передумови розвитку конституційного процесу в Україні сягають часів Київської Русі і біля його витоків лежить збірка стародавнього українського права «Руська Правда», а також відомі науковому світові пізніші історичні пам'ятки правової культури України — «Литовські статути», акти періоду козацької держави Богдана Хмельницького «Березневі статті» (інші назви — «Статті Богдана Хмельницького», «Березневі статті Богдана Хмельницького», «Статті війська Запорізького»).

### XVIII— початок XX століття
Початком історії українських конституцій вважається 5 квітня 1710 року, коли в м. Бендерах (теперішня територія республіки Молдова) було затверджено «Пакти і Конституції прав і вольностей Війська Запорозького», гетьманом Війська Запорозького Пилипом Орликом. Конституція закріплювала створення незалежної української козацької держави в межах етнографічної національної території визнану Зборівською угодою 1649 року. Державна влада поділялася на законодавчу — Генеральна Рада, виконавчу — гетьман та його уряд і судову — Генеральний Суд. Визнавалося право міст на самоврядування, право соціального захисту малозабезпечених. Хоча не вдалося у повній мірі реалізувати Конституцію, вона діяла на Правобережній Україні до 1714 року. На думку як вітчизняних, так і зарубіжних фахівців, це була перша європейська конституція у сучасному її розумінні.
Друга половина XIX та початок XX століття представлена конституційними проєктами та науково-публіцистичних працями. У 1846–1847 роках Георгій Андрузький, член Кирило-Мефодіївського братства, студент юридичного факультету Київського університету, представив «Начерки Конституції Республіки», де передбачалося що Україна — суверенне державне утворення у федерації слов'янських народів.
У 1884 році український вчений та політичний діяч М. Драгоманов представив фундаментальну роботу «Вольный Союз — Вільна Спілка», де пропонував реорганізувати царську Росію у федеративну республіку, в якій громадянам були б забезпечені особисті і політичні права.
У травні 1905 року М. Грушевським опубліковано статтю «Конституційне питання і українство в Росії», де розвинуті основи, закладені М. Драгомановим, децентралізації Російської імперії та конституційного-правового будівництва в Україні.
У вересні 1905 року Микола Міхновський відкинув підхід Драгоманова та запропонував свій конституційний проєкт самостійної соборної федеративної України.

### Конституційний процес часів Національної революції
Реальний конституційний процес в Україні почався у 1917 році із поваленням самодержавства у Росії.
17 березня 1917 року представниками українських партій, суспільних, культурних організацій створюється Центральна Рада — всеукраїнська громадська організація й координаційний центр. Її головою вибирається Михайло Грушевський. Центральна Рада організовує скликання Всеукраїнського Національного Конгресу, який проходить 17-21 квітня 1917 року в Києві за участю 900 делегатів від політичних, культурних і професійних організацій. Конгрес ухвалює рішення поставити перед майбутнім російським урядом питання про федеративний устрій Росії та надання Україні права автономії, обирає Центральну Раду у складі 150 чоловік. Керівництво Центральної Ради очолює Михайло Грушевський — голова, Володимир Винниченко й Сергій Єфремов — заступники.
З березня 1917 року перестають діяти всі заборони щодо української мови й культури. Починає видаватися масова українська преса. Організовуються курси для вчителів. 31 березня 1917 року відкривається перша українська гімназія.
У травні Центральна Рада направляє в Петроград своїх представників з вимогою надати Україні статус автономії, а також право ведення міжнародних переговорів. Тимчасовий уряд відхиляє всі вимоги України.
23 червня на Другому Військовому З'їзді Центральна Рада ухвалює І-й «Універсал Української Центральної Ради до українського народу, в Україні й по-за Україною сущого», який декларує «статут автономії України», здійснюваної за принципом: «Українські справи вирішують Українські Збори (Сойм), загальноросійські — Центральне Російське Правительство».
27 червня створюється Генеральний Секретаріат Центральної Ради — виконавчий орган (уряд) у складі восьми генеральних секретарів і генерального секретаря, яким стає Володимир Винниченко (УСДРП), з розмежуванням повноважень кожного секретарства (міністерства) щодо управління відповідними галузями народного господарства. Центральна Рада стає законодавчим органом, а Генеральний Секретаріат — органом центральної виконавчої влади.
3 липня Центральною Радою ухвалюється II-й «Універсал Української Центральної Ради», про порозуміння між Центральною Радою і Тимчасовим урядом де зазначалося, що «прямуючи до автономного ладу в Україні, Центральна Рада в згоді з національними меншостями України підготовлятиме проєкт законів про автономний устрій України для внесення на затвердження Учредительного зібрання» на основі якого представники Генерального Секретаріату здійснюють спробу знайти компроміс із Тимчасовим урядом Росії. Але Росія знову відхиляє всі вимоги України.
20 листопада Центральна Рада ухвалює III-й «Універсал Української Центральної Ради», яким проголошується утворення Української Народної Республіки та побудову стосунків із Росією на федеративних засадах.
9 січня 1918 року Центральна Рада ухвалює IV-й «Універсал Української Центральної Ради», який проголошує Українську Народну Республіку «самостійною, ні від нікого незалежною, вільною, суверенною державою українського народу». Генеральний Секретаріат перетворюється у Раду Народних Міністрів. Його головою стає Всеволод Голубович.
29 квітня відбувається сесія Центральної Ради, на якій приймається конституція УНР і вибирається президент УНР — Михайло Грушевський.
У той же день, за підтримкою Німеччини владу у Україні захоплює генерал Павло Скоропадський. Проголошується гетьманська держава та приймається «Грамота до всього українського народу» і установчий правовий акт «Закони про тимчасовий державний устрій України» які скасовують усі акти, прийняті Центральною Радою, у тому числі й Конституцію, врегульовують питання «про гетьманську владу», «про Раду Міністрів і про міністрів», «про фінансову Раду», «про Генеральний Суд», «про віру», визначаються «права і обов'язки українських козаків і громадян», визнається право приватної власності, проголошується свобода торгу і широкий простір для приватного підприємництва та ініціативи.
Відповідно до прийнятих актів уся повнота державної влади зосереджується в руках гетьмана. Він управляє державою, затверджує закони, призначає голову і членів Ради Міністрів, є «Верховним Воєводою Української Армії і Флоту», має право помилування засуджених. Затверджується також «Тимчасовий закон про верховне управління державою на випадок смерті, тяжкої хвороби і перебування поза межами ясновельможного пана Гетьмана всієї України» прийнятий Радою Міністрів. По якому управління державою, при даних обставинах, здійснюється трьома її верховними правителями, одного з яких заздалегідь визначає гетьман, Другого обирає Державний Сенат, а третього — Рада Міністрів.

### Конституційний процес у Західноукраїнській Народній Республіці
Західноукраїнські землі Східна Галичина, Північна Буковина та Закарпаття на початку XX століття знаходяться у складі Австро-Угорської монархії. Цісарський уряд маніфестом від 16 жовтня 1918 року, декларує перебудову монархії на федеративних засадах, що спричиняє активізацію національних рухів. 18 жовтня у Львові утворюється Українська Національна Рада та затверджується Статут Української Національної Ради.
Наступного дня, 19 жовтня Українська Національна Рада, спираючись на передбачене «14-ма пунктами Вільсона» право націй на самовизначення, ухвалює Прокламацію Української Національної Ради в якій проголошує Українську Державу на етнічних українських землях Галичини, Буковини й Закарпаття.
13 листопада 1918 року Українською Національною Радою приймається «Тимчасовий основний закон про державну самостійність українських земель бувшої австро-угорської монархії» та проголошується про утворення Західно-Української Народної Республіки.
Керівництво ЗУНР на чолі з Євгеном Петрушевичем приймає закони про організацію війська, про тимчасову адміністрацію, про тимчасову організацію судочинства, про державну мову, про громадянство, про земельну реформу, про освіту. Уряд ЗУНР, Тимчасовий державний секретаріат на чолі з Костем Левицьким, формує систему управління центральних та місцевих органів. Створюється Українська Галицька армія, яка навесні 1919 року налічує вже понад 100 тис. військових. Гербом ЗУНР стає золотий лев на синьому тлі, обернений у правий бік, а прапором — жовто-блакитне полотнище. ЗУНР відкриває посольства в Австрії, Угорщині й Німеччині, а дипломатичні представництва у Чехословаччині, США, Канаді, Італії та Бразилії.
1 грудня 1918 р. делегація ЗУНР підписує у Фастові з Директорією УНР «Передвступний договір», домовленість про злуку двох українських республік, яка була урочисто проголошена 22 січня 1919 року на Софійському майдані у Києві. Відповідно до закону «Про форму влади в Україні», прийнятого Трудовим Конгресом України, ЗУНР перейменовувалася в Західну область Української Народної республіки (ЗОУНР).
Рішення про спілку з УНР було скасоване після укладенням С. Петлюрою Варшавської Угоди з Ю. Пілсудським, яка передбачала визнання прав Польщі на Галичину.
Невід'ємною складовою історії українських конституцій є акти конституційного характеру Карпатської України — Тимчасова Конституція Карпатської України 1939 року та документи Української Головної Визвольної Ради (УГВР) 1940–1950 років, зокрема Тимчасовий устрій УГВР 1944 року.

### Конституційний процес в Радянській Україні
Створення більшовиками українського радянського уряду в Харкові та падіння Директорії у 1919 році засвідчило початок в Україні принципово нового етапу конституційного процесу.
На початку січня 1919 року виходить Маніфест Тимчасового робітничо-селянського уряду України.
В березні 1919 року на основі Маніфесту ВУЦВК приймає Конституцію України, яка повторює Конституцію Російської Федерації 1918 року [Архівовано 18 червня 2013 у Wayback Machine.]. Закладений основний принцип якої диктатура пролетаріату та заява «про свою повну солідарність з існуючими радянськими республіками і про своє рішення вступити з ними у найтісніше політичне об'єднання для спільної боротьби за торжество світової комуністичної революції».
З створенням у 1922 році Союзу радянських республік і прийняття у 1924 році Конституції СРСР [Архівовано 26 березня 2022 у Wayback Machine.] до Конституції УСРР 1919 року вносяться зміни, пов'язані із розподілом компетенції.
У Харкові, 15 травня 1929 р., відбувся XI Всеукраїнський з'їзд рад робітничих, селянських і червоноармійських депутатів під головуванням Г. Петровського, який ухвалив затвердити нову Конституцію (основний закон) Української Соціалістичної Радянської Республіки. Конституція 1929 р. склалася на основі тих змін у державному будівництві, в політичному та економічному житті УСРР, які відбулися в період з 1919 по 1929 рік, на базі першої Конституції СРСР.
У зв'язку з ухваленням у грудні 1936 року нової Конституції СРСР, 30 січня 1937 року ухвалюється «сталінська» Конституція Української РСР, яка повністю повторює основні положення Конституції СРСР, максимально зменшує повноваження республіканських органів та зводить до мінімуму кількість республіканських наркоматів.
У зв'язку з ухваленням 1977 року нової Конституція СРСР, на позачерговій сьомій сесії Верховної Ради Української РСР дев'ятого скликання 20 квітня 1978 року ухвалюється нова Конституція УРСР. Нова Конституція не спричинила принципових змін у державному і суспільному житті республіки, але сприяла появі загальної тенденції до демократизації суспільного життя, зростання політичної активності народу.

## Новітній конституційний процес в Україні
Конституційний процес в сучасній Україні умовно можна поділити на три основних періоди: перший період (1990–1996 роки) ознаменувався здобуттям незалежності України, процесом підготовки проєкту Конституції і прийняттям Конституції України; другий період (1996–2004 роки) став періодом реалізації Конституції України; третій період (2005 — донині) позначився процесом внесення змін та доповнень до Конституції України (конституційною реформою), масштабною конституційною кризою 2007–2009 років і пошуком легітимних шляхів системного оновлення Основного Закону. Кожному із зазначених періодів конституційного процесу властиві свої особливості, специфіка.
Революційні події 2014 року вимагають нових підходів до періодизації конституційної реформи.

### 1990—1996
Перший період конституційного процесу був започаткований розпадом колишнього СРСР та становленням України як незалежної самостійної суверенної держави. Цей період історії Конституції України є найбільш складним і суперечливим. Його умовно можна поділити на декілька під періодів:
1) від прийняття Декларації про державний суверенітет України 1990 р. до підготовки Концепції Конституції України 1991 р.;
2) від прийняття Концепції Конституції України 1991 р. до винесення першого проєкту Конституції України на народне обговорення (15 липня — 1 грудня 1992 p.);
3) від завершення обговорення першого проєкту Конституції України в грудні 1992 р. до підготовки та затвердження Верховною Радою України другого проєкту Конституції України у травні 1993 p.;
4) травень-листопад 1993 р. — доопрацювання другого проєкту Конституції України;
5) листопад 1993 р. — 1995 р. — конституційна криза в Україні;
6) підготовка та прийняття Конституційного договору України в 1995 p.;
7) від прийняття Конституційного договору в 1995 р. до прийняття Конституції України 1996 р.
Після урочистого прийняття 24 серпня 1991 р. Верховною Радою України Акта проголошення незалежності України та його затвердження на всеукраїнському референдумі 1 грудня 1991 р. Україна була визнана суверенною державою та повноцінним суб'єктом міжнародних відносин більшістю країн світу. Нагально постала потреба в конституційному закріпленні основ суспільного і державного ладу, прав і свобод людини і громадянина, порядку організації та функціонування органів державної влади та місцевого самоврядування молодої незалежної держави.
Перший проєкт Конституції, розроблений робочою групою Л. П. Юзькова, зазнав редакційних змін від 29 січня 1992 р. і привернув серйозну увагу як вітчизняних, так і зарубіжних спеціалістів. Його обговорення проводилися 3-5 березня 1992 р. на міжнародному семінарі у Празі, 3-5 липня у Києві на симпозіумі «Конституція незалежної України», а також на численних «круглих столах». Цей проєкт після відповідних доповнень та численних експертиз 5 червня 1992 р. був ухвалений Конституційною комісією і винесений на розгляд Верховної Ради України. 1 липня 1992 р. Верховна Рада України ухвалила постанову про винесення розробленого Конституційною комісією проєкту Конституції України до 1 листопада 1992 р. на всенародне обговорення.
Утім, перший проєкт Конституції України, як і наступні конституційні проєкти, не був реалізований внаслідок постійних протистоянь між Президентом України та Верховною Радою України на фоні тривалої соціально-економічної кризи в Україні.
Конституційний договір не вирішував проблему прийняття нової Конституції України. Уже 24 листопада 1995 р. Конституційна комісія підтримала пропозицію Президента України й утворила нову робочу групу в складі чотирьох представників Верховної Ради України, чотирьох представників Президента України і двох представників від органів правосуддя для доопрацювання конституційного проєкту. Проєкт, розроблений першою робочою групою і доопрацьований другою робочою групою, був винесений на обговорення Конституційної комісії 12 березня 1996 р. і рекомендований до розгляду Верховною Радою України. Вже 20 березня проєкт Конституції України був поданий на спеціальне засідання парламенту. Співголови Конституційної комісії Л. Кучма та О. Мороз, попри різницю поглядів і оцінок проєкту, були одностайні в прагненні якнайшвидшого прийняття Основного Закону.
Уже 2 квітня 1996 р. Верховна Рада України винесла питання про проєкт Конституції України до порядку денного пленарних засідань, а 17 квітня 1996 р. розпочався його розгляд. У парламенті над проєктом спочатку працювала міжфракційна ініціативна група, яка обрала своїм головою депутата Лавриновича Олександра Володимировича, який на той час був заступником голови Народного руху України, а з 5 травня 1996 р. — створена на її основі Тимчасова спеціальна комісія з доопрацювання проєкту Конституції України на чолі з народним депутатом України М. Д. Сиротою.
28 травня — 4 червня 1996 р. відбулося перше читання проєкту, а через два тижні й друге читання. Доопрацьований Тимчасовою спеціальною комісією проєкт Основного Закону був прийнятий Верховною Радою у першому читанні 4 червня (258 голосів — «за»). При підготовці до другого читання до проєкту Конституції України Тимчасова спеціальна комісія врахувала близько 6 тис. поправок до зазначеного акта.
Ситуація загострилася 26 червня 1996 p., коли Рада національної безпеки України і Рада регіонів при Президентові України виступили з різким засудженням будь-яких подальших зволікань з прийняттям нової Конституції України, оскільки такі зволікання загострюють соціально-економічну ситуацію в державі. Того ж дня Президент України видав указ про проведення всеукраїнського референдуму 25 вересня 1996 р. щодо прийняття нової Конституції України, в основу якої було покладено варіант проєкту Основного Закону в редакції робочої групи від 11 березня 1996 р.
У відповідь на це Верховна Рада України прийняла 27 червня постанову «Про процедуру продовження розгляду проєкту Конституції України у другому читанні». Відповідно до положень постанови Погоджувальна рада депутатських фракцій і груп визначає нерозглянуті статті конституційного проєкту або їх окремі частини і вносить пропозиції про їх «упереджуючий» розгляд. Парламент розглядає визначені Погоджувальною радою статті та їх окремі частини в редакції, запропонованій Тимчасовою спеціальною комісією, і приймає щодо них рішення згідно з Регламентом. У разі відхилення пропозиції Комісії голосуються альтернативні поправки до цієї пропозиції. В разі відхилення всіх поправок передбачалося вироблення узгоджувальної редакції її тексту з урахуванням поправок, що набрали найбільшу кількість голосів, Узгоджувальні пропозиції мали розроблятися Погоджувальною радою і передаватися до Тимчасової спеціальної комісії для опрацювання та внесення їх на розгляд парламенту.

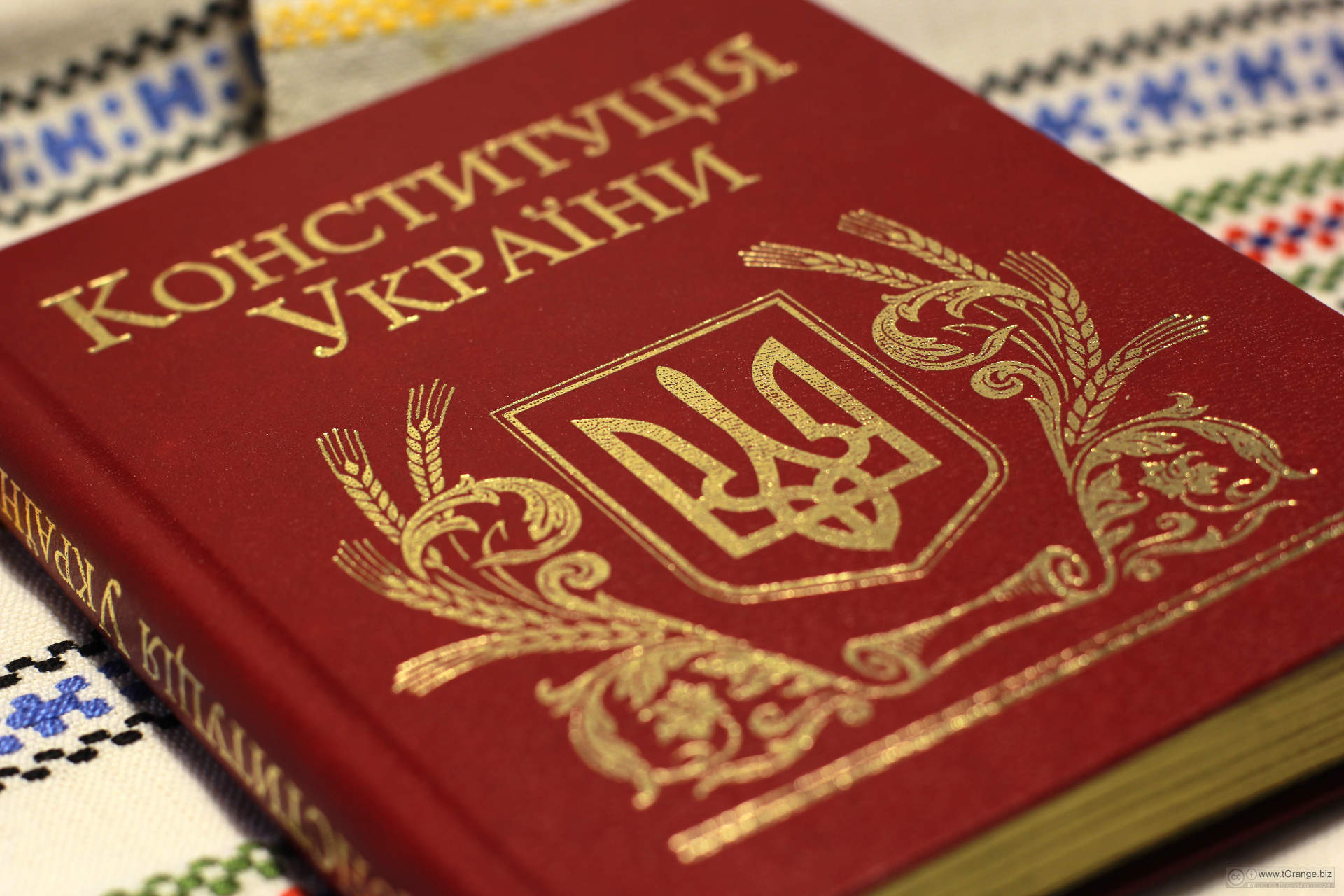

Було також вирішено вести роботу в режимі одного засідання до прийняття нової Конституції України. 28 червня 1996 р. о 9 год. 18 хв. після 24 годин безперервної праці Верховна Рада України прийняла і ввела в дію Конституцію України («за» проголосували 315 народних депутатів). Після прийняття Конституції України Президент скасував свій указ про проведення всеукраїнського референдуму.
Одночасно Закон України «Про прийняття Конституції України та введення її в дію» від 28 червня 1996 р. засвідчив втрату чинності Конституцією (Основним Законом) України від 20 квітня 1978 р. з наступними змінами та доповненнями та Конституційним договором між Верховною Радою України та Президентом України про основні засади організації та функціонування державної влади і місцевого самоврядування в Україні у зв'язку з прийняттям Конституції України.

### 1996—2004
Прийняття Конституції України 28 червня 1996 р. стало основним здобутком першого періоду і, одночасно, точкою відліку другого періоду розвитку українського конституціоналізму.
Характерною ознакою другого періоду конституційного процесу стала реалізація положень Конституції через новостворені правові акти (закони та підзаконні акти) та систему органів державної влади та місцевого самоврядування, передбачену Основним Законом. Тобто упродовж 1996–2006 років загалом були сформовані нормативно- та організаційно-правові механізми реалізації Конституції України.
Водночас життя доводило необхідність реформування окремих положень Конституції України. Політичні, економічні, соціальні та інші чинники обумовили необхідність зміни форми держави, а відтак, — конституційної реформи. Політики, громадські діячі, науковці пропонували власні проєкти внесення змін до Конституції України, але переважна більшість із них не знайшла підтримки у парламентаріїв.
Посиленням соціально-економічної кризи та суперечностей між Верховною Радою України та Президентом України позначився в Україні 2000 рік. Зазначені кризові явища загострилися у зв'язку з неспроможністю парламенту вчасно прийняти Державний бюджет України на 2000 рік, поданий Кабінетом Міністрів України. До того ж сам парламент розколовся на так звану «більшість» та «меншість». У суспільстві набула поширення ідея проведення конституційного референдуму, почали створюватися ініціативні групи з питання проведення відповідного всеукраїнського референдуму.
На виконання вимоги більш як трьох мільйонів громадян України, засвідченої в установленому порядку протоколом ЦВК «Про загальні підсумки збирання підписів громадян України під вимогою проведення всеукраїнського референдуму за народною ініціативою» від 15 січня 2000 р. відповідно до ст. 72 та п. 6 ст. 106 Конституції України Президент України видав Указ 65/2000 «Про проголошення всеукраїнського референдуму за народною ініціативою» від 15 січня 2000 р.

### 2004—2009
Віру народу України у власні сили пробудили події, пов'язані з виборами Президента України в 2004 році, що отримали в політичній теорії та практиці назву «Помаранчевої революції». Ці події ознаменували третій період конституційного процесу, пов'язаний процесом внесення змін та доповнень до Конституції України (конституційною реформою), масштабною конституційною кризою 2007–2009 років і пошуком легітимних шляхів системного оновлення Основного Закону.
Правові здобутки Помаранчевої революції були втілені, передусім, у Законі України «Про внесення змін до Конституції України». 8 грудня 2004 р. на позачерговому пленарному засіданні Верховної Ради України було вирішене питання про внесення змін до Конституції України. 402 голосами підтримали пакет документів — Закон про внесення змін до Конституції України, Закон про особливості застосування Закону про вибори Президента України при повторному голосуванні 26 грудня 2004 р., та про внесення змін до Конституції України щодо вдосконалення системи органів місцевого самоврядування.
Більшість положень Закону про внесення змін до Конституції України набули чинності з 1 січня 2006 р., а вже з 25 травня 2006 p., коли після складення присяги народними депутатами України набула своєї каденції Верховна Рада України V скликання, обрана за оновленою пропорційною системою, всі без винятку положення Закону України «Про внесення змін до Конституції України» від 8 грудня 2004 р. стали чинними.
Щодо легітимності цього Закону, то 7 вересня 2005 р. Конституційний Суд України прийняв висновок № 1-в/2005 у справі за зверненням Верховної Ради України про надання висновку щодо відповідності проєкту Закону України «Про внесення змін до Конституції України» вимогам статей 157 і 158 Конституції України (справа про внесення змін до статей 85, 118, 119, 133, 140, 141, 142, 143 Конституції України). Відповідно до основних положень цього висновку, проєкт Закону України «Про внесення змін до Конституції України» (реєстр. № 3207-1) було визнано таким, що відповідає вимогам статей 157 і 158 Конституції України. Водночас окремі питання щодо легітимності положень Закону України «Про внесення змін до Конституції України» зберігали свою актуальність до 2010 року.
Так, Національна комісія зі зміцнення демократії та утвердження верховенства права 27 грудня 2005 р. оприлюднила «Висновок щодо дотримання конституційної процедури під час внесення змін до Конституції України шляхом ухвалення Закону України „Про внесення змін до Конституції України“ від 8 грудня 2004 p. № 2222-IV та щодо відповідності його положень загальним засадам Конституції України 1996 року і європейським стандартам», у яких акцентувалася увага на проблемних аспектах унормування конституційної реформи в Україні, а саме: порушенні процедурних питань при ухваленні змін до Конституції України, відсутності висновку Конституційного Суду України на відповідний законопроєкт, до якого в процесі розгляду та голосування 8 грудня 2004 р. вносилися зміни; «пакетному» голосуванні; порушенні Регламенту Верховної Ради України, який мав силу закону.
Зазначений висновок також звернув увагу на змістовні невідповідності конституційного проєкту загальним засадам Конституції України та вимогам і стандартам сучасного європейського конституціоналізму, а саме положення про: збільшення строку повноважень Верховної Ради України та місцевих рад; введення імперативного мандата; суперечливість у формуванні Уряду, його складу, відповідальності, злагодженості роботи; відновлення загальнонаглядової функції прокуратури тощо.
Пізніше, у 2006–2010 роках, згадані вище недосконалості та колізії оновленої Конституції України спричинили низку конституційних конфліктів.
Висхідною крапкою в прагненні тодішньої влади до системного оновлення Конституції України можна вважати Указ Президента України від 27 грудня 2007 р. № 1294/2207 «Про Національну конституційну раду». Цей Указ започаткував суспільний діалог щодо змісту та форм удосконалення положень чинної Конституції України. І вже у березні-квітні 2008 р., до конституційного процесу почали залучатися за власної ініціативи громадські організації, непарламентські політичні партії та окремі небайдужі громадяни. Результати їх конституційної правотворчої роботи знайшли своє вираження в пропозиціях до роботи НКР, а в окремих випадках — і в самостійних проєктах нового Основного Закону.
На початку червня 2009 р. дві найбільші парламентські фракції у Верховній Раді України — Партія регіонів і Блок Юлії Тимошенко — виступили з ініціативою щодо створення широкої коаліції та внесення системних змін до Основного Закону з метою запровадження парламентської республіки, в якій би Президент України обирався Верховною Радою України. Але вихід із переговорного процесу Партії Регіонів унеможливив відповідні конституційні ініціативи. Кожна з політичних сил (ПР і БЮТ) анонсувала внесення до парламенту власних конституційних процесів.

### 2010—2013
2 квітня 2010 року: ліквідовано Національну конституційну раду.
30 вересня 2010 року: Відновлено дію Конституції України в редакції 1996 року шляхом прийняття рішення Конституційного суду України у справі про дотримання процедури внесення змін до Конституції від 8 грудня 2004 року.
Згодом політиками було оприлюднено, що окремі судді Конституційного Суду нібито «письмово і під запис констатували», що на них здійснювала тиск Адміністрація Президента Віктора Януковича при ухваленні рішення про повернення до президентської форми правління.
Офіс Генерального прокурора розслідує кримінальну справу проти колишнього президента Януковича за звинуваченням у захопленні державної влади. Обвинувачення вважає, що експрезидент вчинив дії, спрямовані на незаконне збільшення обсягу своїх владних повноважень «унаслідок повернення в неконституційний спосіб дії Конституції України від 28 червня 1996 року».
19 листопада 2010 року попередньо схвалений Верховною Радою, 1 лютого 2011 року підписаний Президентом, а 4 лютого 2011 року набрав чинності Закон України «Про внесення змін до Конституції України щодо проведення чергових виборів народних депутатів України, Президента України, депутатів Верховної Ради Автономної Республіки Крим, місцевих рад та сільських, селищних, міських голів».
21 лютого 2011 року: Рішенням Президента України Віктора Януковича створено Науково-експертну групу під головуванням першого Президента України Леоніда Кравчука, що має «напрацювати пропозиції щодо механізму створення і діяльності Конституційної Асамблеї, а також проаналізувати концепції реформування Конституції України». Конституційна Асамблея як «спеціальний допоміжний орган при Президентові України» під головуванням колишнього Президента України Л. М. Кравчука була утворена 17 травня 2012 року.
Попередньо схвалений Верховною Радою України 20 червня 2013 року, прийнятий 19 вересня 2013 року, а 6 жовтня 2013 року набрав чинності Закон України «Про внесення змін до статті 98 Конституції України». Зміни торкнулися лише статті 98 Основного Закону, які розширили повноваження Рахункової палати. Відтепер контроль від імені Верховної Ради України за надходженням коштів до Державного бюджету України та їх використанням здійснює Рахункова палата (раніше — тільки контроль за використанням). Зміни мають на меті забезпечити повноцінний контроль за виконанням Державного бюджету України.
Незважаючи на те, що в грудні 2013 року голова Конституційної асамблеї Л. Кравчук заявив, що підготовка концепції змін до Конституції завершена, цей орган був розформований новим Президентом України П. Порошенком 1 грудня 2014 року.

### 2014
Від початку 2014 року, на фоні безпрецедентної кризи владної вертикалі, в політичному просторі України активізувалися пропозиції «повернутися до Конституції 2004 року». Під цим мається на увазі обрання парламенту за пропорційною системою та позбавлення скомпроментованого насиллям Президента Януковича значної частини сильних повноважень.
Основним аргументом такого кроку називається сумнівний з юридичної точки зору шлях скасування конституційної реформи (2010), а також бажання відійти від авторитарних методів правління Януковича. Противники повернення висловлюють такі аргументи:
 — документ зразка десятирічної давності (реформа 2004 року) недостатньо добре прописаний;
 — євроінтеграційні закони суперечитимуть цій версії Конституції;
 — зміна тексту Конституції не вирішить гострих проблем всього суспільства;
 — боротьба з однією людиною перетворюється на боротьбу з авторитетом Основного Закону;
 — важко обрати повністю легітимний шлях повернення до старої редакції Конституції.
29 січня 2014 року Валерій Писаренко (Партія регіонів) зареєстрував проєкт Постанови ВР про утворення Тимчасової спеціальної комісії із питань підготовки та узгодження законопроєкту про внесення змін до Конституції України на чолі з народним депутатом Русланом Князевичем («Батьківщина»).
21 лютого 2014 року Верховна Рада на революційній хвилі конституційною більшістю в 386 голосів прийняла за основу та в цілому без рішення профільного Комітету проєкт Закону про відновлення дії окремих положень Конституції України (№ 4163). Це означає, що Верховна Рада повернула в дію Конституцію 2004 року.
Законом, зокрема, передбачено, що Верховна Рада України може формувати коаліцію депутатських фракцій, яка формуватимуться як фракціями, так і окремими народними депутатами. Повноваження Верховної Ради України нинішнього скликання триватимуть до жовтня 2017 року.
Ці зміни були внесені на підставі окремої угоди між політиками [Архівовано 22 лютого 2014 у Wayback Machine.] в обхід розділу XIII Основного Закону [Архівовано 21 серпня 2013 у Wayback Machine.].
Наступного дня, враховуючи, що Закон про відновлення дії окремих положень Конституції України не підписаний Президентом, Парламент пішов ще далі, ухваливши Постанову «про текст Конституції України в редакції 28 червня 1996 року, із змінами і доповненнями, внесеними законами України від 8 грудня 2004 року № 2222-IV, від 1 лютого 2011 року № 2952-VI, від 19 вересня 2013 року № 586-VII».
На думку В. Богатира, «Законодавець, незважаючи на те, що Рішення Конституційного Суду є обов'язковим до виконання на території України, остаточним і не може бути оскаржене, виходячи з політичної доцільності, з метою надання своїм діям ознак законності і порушуючи процедуру внесення змін до Конституції відновив зручну на той час редакцію Конституції, яка передбачала можливість виконання обов'язків Президента на період до обрання і вступу на пост нового Президента — Головою Верховної Ради. Де-факто, цей закон мав відмінити дію вищезгаданого Рішення Конституційного Суду, а для того щоб „убезпечити“ себе і закріпити досягнутий результат парламентарі прийняли Постанову Верховної Ради № 775-VII від 24.02.2014 року „Про реагування на факти порушення суддями Конституційного Суду України присяги судді [Архівовано 1 листопада 2020 у Wayback Machine.]“, якою було звільнено низку суддів Конституційного Суду України та зобов'язано Генеральну прокуратуру порушити кримінальне провадження по факту прийняття Рішення Конституційного Суду № 20-рп/2010 і притягти усіх винних осіб до відповідальності».
4 березня 2014 року Верховною Радою була утворена (ініційована ще 29 січня) Тимчасова спеціальна комісія з питань підготовки законопроєкту про внесення змін до Конституції України. Склад комісії Князевича є політичним, а не професійним: всього 15 народних депутатів від різних фракцій. У квітні Комісія двічі доповідала ВР.
Протягом березня-квітня — в умовах збройної агресії Росії, окупації нею території Криму і загрози подальшої окупації південно-східних регіонів, Російська Федерація чинила на Україну безпрецедентний відкритий тиск з метою втручання в її конституційні перетворення. Так, вимогами російського МЗС були федералізація, надання російській мові статусу другої державної та розширення прав національних меншин.
На тлі сепаратистських заворушень у східних областях України в квітні актуалізувалося питання розширення прав місцевого самоврядування. Відповідний проєкт конституційних змін почав розроблятися.

### 2015—2016
3 березня 2015 року Президент Порошенко створив Конституційну Комісію, яка розроблятиме зміни до Основного Закону. Комісія створюється як спеціальний допоміжний орган при Президентові України з метою напрацювання узгоджених пропозицій щодо вдосконалення Конституції України з урахуванням сучасних викликів та потреб суспільства.
| Гройсман Володимир Борисович (голова Комісії) * Буткевич Володимир Григорович (заступник голови Комісії) * Мусіяка Віктор Лаврентійович (заступник голови Комісії) * Філатов Олексій Валерійович (секретар Комісії) Агафонова Наталія Володимирівна * Алексєєв Ігор Сергійович * Алєксєєв Сергій Олегович * Баймуратов Михайло Олександрович * Батанов Олександр Васильович * Беляневич Вадим Едуардович * Бойко Андрій Михайлович * Бориславський Любомир Володим. * Буроменський Михайло Всеволодович * Василенко Володимир Андрійович * Волков Олександр Федорович * Головатий Сергій Петрович * Гринюк Роман Федорович * Гриценко Іван Сергійович * | Губерський Леонід Васильович * Демченко Сергій Федорович * Ємець Леонід Олександрович * Заєць Анатолій Павлович * Ключковський Юрій Богданович * Князевич Руслан Петрович * Когут Ігор Олегович * Козюбра Микола Іванович * Колісник Віктор Павлович * Копиленко Олександр Любимович * Кравчук Володимир Миколайович * Кравчук Леонід Макарович * Крусян Анжеліка Романівна * Кубко Євген Борисович * Кузнєцова Наталія Семенівна * Кучма Леонід Данилович * Луспеник Дмитро Дмитрович * Луценко Юрій Віталійович * Львов Богдан Юрійович * Марцеляк Олег Володимирович * | Мелешевич Андрій Анатолійович * Німченко Василь Іванович * Оніщук Микола Васильович * Петренко Павло Дмитрович Пітцик Мирослав Васильович * Подцерковний Олег Петрович * Пташник Вікторія Юріївна * Речицький Всеволод Володимирович * Романюк Ярослав Михайлович * Серьогіна Світлана Григорівна * Сидорович Руслан Михайлович * Сироїд Оксана Іванівна * Сімоненко Валентина Миколаївна * Смокович Михайло Іванович * Соболєв Сергій Владиславович * Теплюк Михайло Олексійович * Тимошенко Юлія Володимирівна * Тимченко Іван Артемович * Чернов Сергій Іванович * Чубаров Рефат Абдурахманович * Ющенко Віктор Андрійович * |

#### Децентралізація
В результаті роботи комісії був напрацьований законопроєкт про внесення змін до Конституції України (щодо децентралізації влади), поданий 1 липня 2015 року.
Проєкт, серед іншого, встановлює:
- територія України поділена на громади;
- скасовується інститут голів місцевих державних адміністрацій. Основні повноваження зосереджуються на базовому рівні у громаді;
- утворюються виконавчі органи місцевого самоврядування громади;
- для нагляду за додержанням Конституції і законів України органами місцевого самоврядування запроваджується інститут префектів;
- префект зупиняє дію актів місцевого самоврядування з мотивів їх невідповідності Конституції чи законам України з одночасним зверненням до суду. Президент України отримує право зупинити дію відповідного акта з одночасним зверненням до Конституційного Суду України, тимчасово зупинити повноваження голови громади, складу ради громади, районної, обласної ради та призначити тимчасового державного уповноваженого;
- з метою виконання Мінських домовленостей від 12 лютого 2015 року, до прикінцевих та перехідних положень Конституції додається положення про те, що особливості здійснення місцевого самоврядування в окремих районах Донецької і Луганської областей визначаються окремим законом[63].

Венеціанська комісія в цілому схвалила законопроєкт, проте зазначила, що конституційну реформу не можна проводити без громадського обговорення.
16 липня 2015 року проєкт направлено до Конституційного Суду України. Вже 31 липня (через 9 днів після відкриття провадження) КС схвалив ці зміни як такі, що відповідають вимогам статей 157 і 158 Основного Закону.
Законопроєкт було попередньо схвалено парламентом 31 серпня 2015 року голосами 265 депутатів, при чому противладний Опозиційний блок дав проєкту 38 голосів, а три коаліційних фракції (Самопоміч, Батьківщина, Радикальна партія) — в сумі лише 5.
Лідер фракції «Самопоміч» Андрій Садовий заявляв про жорсткий тиск Президента Порошенка на депутатів перед голосуванням щодо децентралізації. Проти цих змін виступали ті, хто вбачав у законопроєкті надмірне посилення влади Президента, а також небезпеку окремого згадування «районів Донецької і Луганської областей» для територіальної цілісності держави.
Надзвичайне напруження, що склалося в суспільстві у зв'язку з поспішним прийняттям проєкту щодо децентралізації, вилилося в насильницькі сутички біля Верховної Ради 31 серпня. Загинули троє військовослужбовців строкової служби Національній гвардії, які охороняли будівлю від мітингувальників.
Політичним наслідком цих подій також став вихід Радикальної партії Олега Ляшка з парламентської коаліції.

#### Судоустрій
Робоча група з питань правосуддя Конституційної комісії напрацювала також проєкт змін до Конституції в частині правосуддя. Він містить, зокрема, такі новації:
- скасування повноважень Верховної Ради України щодо призначення суддів;
- скасування випробувального терміну для новопризначених суддів;
- вилучення «порушення присяги» з підстав для звільнення суддів з посад;
- реформу прокуратури, підсилення гарантій її незалежності (зокрема скасування повноваження Верховної Ради України висловлювати недовіру Генеральному прокуророві) та вилучення непрокурорських наглядових повноважень;
- переформатування Вищої ради юстиції.

Венеціанська комісія в цілому позитивно оцінила робочий варіант цього документа.
Остаточний висновок ВК «дуже позитивно» оцінив проєкт, проте Комісія застерегла, що звільнення всіх суддів не відповідає європейським стандартам і принципу верховенства права і це завдало б шкоди подальшому відправленню правосуддя.
Законопроєкт унесений до парламенту Президентом 25 листопада 2015 року. Конституційний Суд схвалив його, проте супроводив свої висновки рекордно великою кількістю окремих думок суддів.
2 червня 2016 року Закон про внесення змін до Конституції України (щодо правосуддя) прийнятий Верховною Радою.

## 2019
У 2019 році два президенти України — П. Порошенко і В. Зеленський — провели по одній зміні тексту Основного Закону.
- Закон про внесення змін до Конституції України (щодо стратегічного курсу держави на набуття повноправного членства України в Європейському Союзі та в Організації Північноатлантичного договору)[82]

Попередньо схвалений Верховною Радою 22 листопада 2018, підписаний 7 лютого 2019, набрав чинності 21 лютого 2019.
До преамбули внесені слова про «європейську ідентичність Українського народу і незворотність європейського та євроатлантичного курсу України»; Президент України визначений гарантом реалізації стратегічного курсу держави на набуття повноправного членства України в Європейському Союзі та в Організації Північноатлантичного договору; виключено пункт про використання існуючих військових баз на території України для тимчасового перебування іноземних військових формувань на умовах оренди.
- Закон про внесення змін до статті 80 Конституції України (щодо недоторканності народних депутатів України)[83]

Попередньо схвалений Верховною Радою 30 серпня 2019, підписаний 3 вересня 2019, набрав чинності 1 січня 2020.
З тексту ст. 80 вилучені слова «Народні депутати України не можуть бути без згоди Верховної Ради України притягнені до кримінальної відповідальності, затримані чи заарештовані» (імунітет). Натомість, як і раніше, народні депутати не несуть юридичної відповідальності за результати голосування або висловлювання у парламенті та його органах, за винятком відповідальності за образу чи наклеп (індемнітет).